# Куряча сліпота жовта
Куряча сліпота жовта (Nonea lutea) — вид трав'янистих рослин з родини шорстколистих (Boraginaceae), поширений у південно-східній Європі, західній Азії.

## Опис

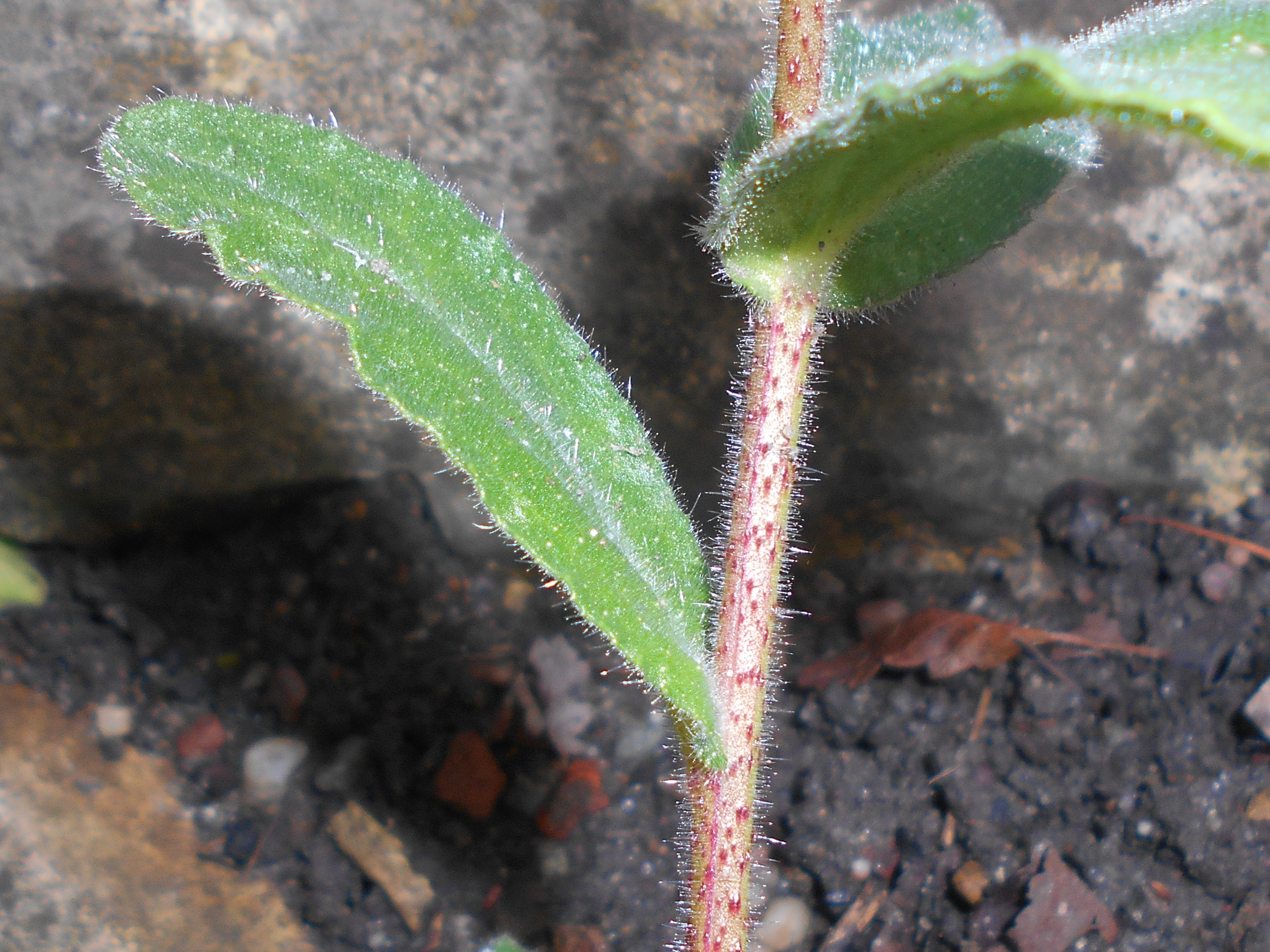
стебло й листок

Однорічна рослина 10–35(60) см заввишки, щетинисто й залозисто запушена. Стебло від прямостійного до висхідного, густо облиствене, від основи розгалужене. Листки від довгасто-ланцетних до лінійно-ланцетних, 2–7 x 0.8–2.5 см. Чашечка 5–7(10) мм, при плодах 11–15 мм завдовжки, її частки трикутно-ланцетні. Віночок майже лійчастий, блідо-жовтий, 10–18 мм завдовжки. Горішки довгасті, прямі, 3.5–4.5 мм завдовжки, поздовжньо-зморшкуваті, коротко запушені. 2n=14.
Період цвітіння: травень і червень.

## Поширення
Країни поширення: Україна, Росія, Вірменія, Азербайджан, Грузія, пн. і цн. Іран, пн.-сх. Туреччина; інтродукований у деяких країнах Європи.
В Україні вид зростає на степових схилах, засмічених місцях — зрідка на сході Лісостепу (Харківська й Луганська області) і на півдні степу (Одеська, Херсонська, Донецька області).